# Crytea fuscomaculata
Crytea fuscomaculata là một loài tò vò trong họ Ichneumonidae.